# 明尼湯卡
明尼湯卡（英語：Minnetonka）是一個位於美國明尼蘇達州亨內平縣的城市，明尼亞波利斯西部的郊區，明尼湯卡湖湖畔。明尼湯卡是嘉吉公司、聯合健康保險等公司的總部所在地。

## 人口
根據2020年美國人口普查的數據，明尼湯卡的面積為72.39平方千米，當中陸地面積為69.71平方千米，而水域面積為2.69平方千米。當地共有人口53781人，而人口密度為每平方千米743人。